# Solomon Lefschetz
Solomon Lefschetz (rus: Соломо́н Ле́фшец)  (Moscou, 3 de setembre de 1884 - Princeton, 5 d'octubre de 1972) fou un matemàtic estatunidenc, d'origen jueu, autor de treballs fonamentals en el camps de la topologia -és qui n'encunya el nom-, la topologia algebraica -de la que se'n pot considerar el fundador-, la geometria algebraica i en el de la teoria de les equacions diferencials ordinàries no lineals.

## Infantesa i joventut
Nasqué a Moscou en el si de la família d'un comerciant provinent de Turquia, que ben aviat es traslladà a París, on en Solomon estudià enginyeria. Emigraren als Estats Units el 1905. El 1907 sofrí un greu accident laboral que li costà perdre ambdues mans. Portava unes pròtesis rígides de fusta, cobertes sempre amb guants de vellut negre, i qui no ho sabia s'enduia un ensurt el primer cop que les hi encaixava. A Princeton, la primera cosa que feia un estudiant graduat, de bon matí, era inserir-li el guix a la mà dreta, i la darrera, al capvespre, enretirar-li-ho.

## Formació professional
Poc després, els seus interessos científics deriven vers les matemàtiques i obté el doctorat (Ph.D.) en geometria algebraica per la Universitat de Clark a Worcester, Massachusetts el 1911. Fou professor a les universitats de Nebraska, Kansas i, des de 1924, a la de Princeton, on romandrà fins al 1953.

## Treballs i recerques
En les aplicacions de la topologia a la geometria algebraica, Lefschetz seguí l'empremta de Charles Émile Picard, un dels seus mestres a França. Demostrà més d'un teorema sobre la topologia de les seccions de l'hiperplà de les varietats algebraiques, que proporcionen una eina inductiva bàsica. La fórmula Picard-Lefschetz, a la teoria dels cicles evanescents, és un instrument indispensable per estudiar la degeneració de famílies de varietats amb pèrdua de topologia a monodromia.
El seu llibre L'analysis situs et la géométrie algébrique, de 1924, malgrat un xic obscur, des d'una perspectiva actual de la teoria de les homologies, tingué una enorme influència, i es pot considerar una de les fonts per l'eventual demostració de les conjectures de Weil. Aquell mateix any rebé el Bôcher Memorial Prize pels seus treballs en anàlisi matemàtica.
El teorema del punt fix de Lefschetz, que desenvolupà en els seus articles de 1924 a 1927, inicialment per a varietats, és avui un resultat fonamental de la topologia. Més endavant, als anys 30, amb l'interès creixent per la teoria de les cohomologies, contribuí a la perspectiva en termes de l'estructura d'anell, mitjançant la dualitat en varietats. Els seus resultats en topologia foren agrupats a la seva monografia Topologia algebraica de 1942. En acabat la Segona Guerra Mundial encaminà les seves preocupacions vers el camp de les equacions diferencials.

## Docència
A més a més de la seva incansable tasca com a mestre i tutor, fou l'editor, durant 30 anys i fins a 1958, dels Annals of Mathematics, als que convertí en una de les publicacions matemàtiques més prestigioses i influents del món. Lesfchetz és un del principals activistes del pensament matemàtic dels Estats Units i del món, en el segle xx. Enamorat de Mèxic, el visità manta vegada. Allí conegué el matemàtic català Carles Perelló i Valls, del que fou mestre i amic.

## Fotografies
- Tres fotografies notables de les molt escasses que es va deixar fer; la de sota deu ser de poc després d'obtenir el doctorat, al voltant de 1912; la de dalt a l'esquerra probablement dels últims anys a Princeton; l'altre és força posterior

## Acudits
Per tal d'il·lustrar el paper d'en Lefschetz a la història de les matemàtiques, a Perelló li plau explicar un acudit, molt probablement de producció pròpia: "La mare del petit Solomon el cerca per tot arreu. Quan finalment el troba, el renya: Es pot saber on eres?, vols venir a berenar d'una vegada? què dimonis feies?! El menut respon avergonyit; Estava fent topologia, mare I la mare respon, irritada: Això són invencions teves!".
La seva manera inusual de fer matemàtiques, que donava una gran pes a la intuïció i un xic menys al rigor, feu circular la següent facècia: Lefschetz no ha escrit mai la prova correcta d'un sol teorema, ni ha postulat mai un teorema que no resultés rigorosament veritat.
I del mateix Solomon Lefschetz és el següent apotegma, amb ressò molt més ampli del que probablement ell mateix preveia: "Els mexicans no seran mai grans matemàtics. Només es prenen seriosament allò que no entenen".

## Selecció de treballs
- L´Analysis situs et la géométrie algébrique, Paris, Gauthier-Villars 1924[1]
- Intersections and transformations of complexes and manifolds, Transactions American Mathematical Society (AMS), vol. 28, 1926, pp. 1–49, online ; fixed point theorem, published in vol. 29, 1927, pp. 429–462, online.
- Géométrie sur les surfaces et les variétés algébriques, Paris, Gauthier Villars 1929[2]
- Topology, AMS 1930[3]
- Algebraic Topology, New York, AMS 1942
- Introduction to topology, Princeton 1949
- amb Joseph P. LaSalle, Stability by Liapunov's direct method with applications, Nova York, Academic Press 1961[4]
- Algebraic geometry, Princeton 1953, 2nd edn., 1964
- Differential equations: geometric theory, Interscience, 1957,[5] 2nd edn., 1963
- Stability of nonlinear control systems, 1965
- Reminiscences of a mathematical immigrant in the United States, American Mathematical Monthly, vol.77, 1970, pp. 344–350.